# 거울 속으로
《거울 속으로》는 2003년에 개봉한 대한민국의 공포 영화이다.

## 캐스팅
- 유지태 : 우영민 역
- 김명민 : 하현수 역
- 김혜나 : 이지현 → 이정현 역
- 기주봉 : 전일성 역
- 김명수 : 최상기 역
- 이영진 : 최미정 역
- 정은표 : 김일환 역
- 오정세 : 박 형사 역
- 박준혁 : 이동하 역
- 기국서 : 경비원 김씨 역